# أليكسي سيميونوف
أليكسي سيميونوف هو لاعب كرة قدم أوزبكستاني في مركز الدفاع، ولد في 7 يوليو 1968. شارك مع منتخب أوزبكستان لكرة القدم. أما مع النوادي، فقد لعب مع نادي نيفتشي فرغانة.

## وصلات خارجية
- أليكسي سيميونوف على موقع قاعدة بيانات كرة القدم.إي يو (الإنجليزية)
- أليكسي سيميونوف على موقع ناشيونال فوتبول تيمز (الإنجليزية)
- أليكسي سيميونوف على موقع عالم كرة القدم.نت (الإنجليزية)